# يبرودية

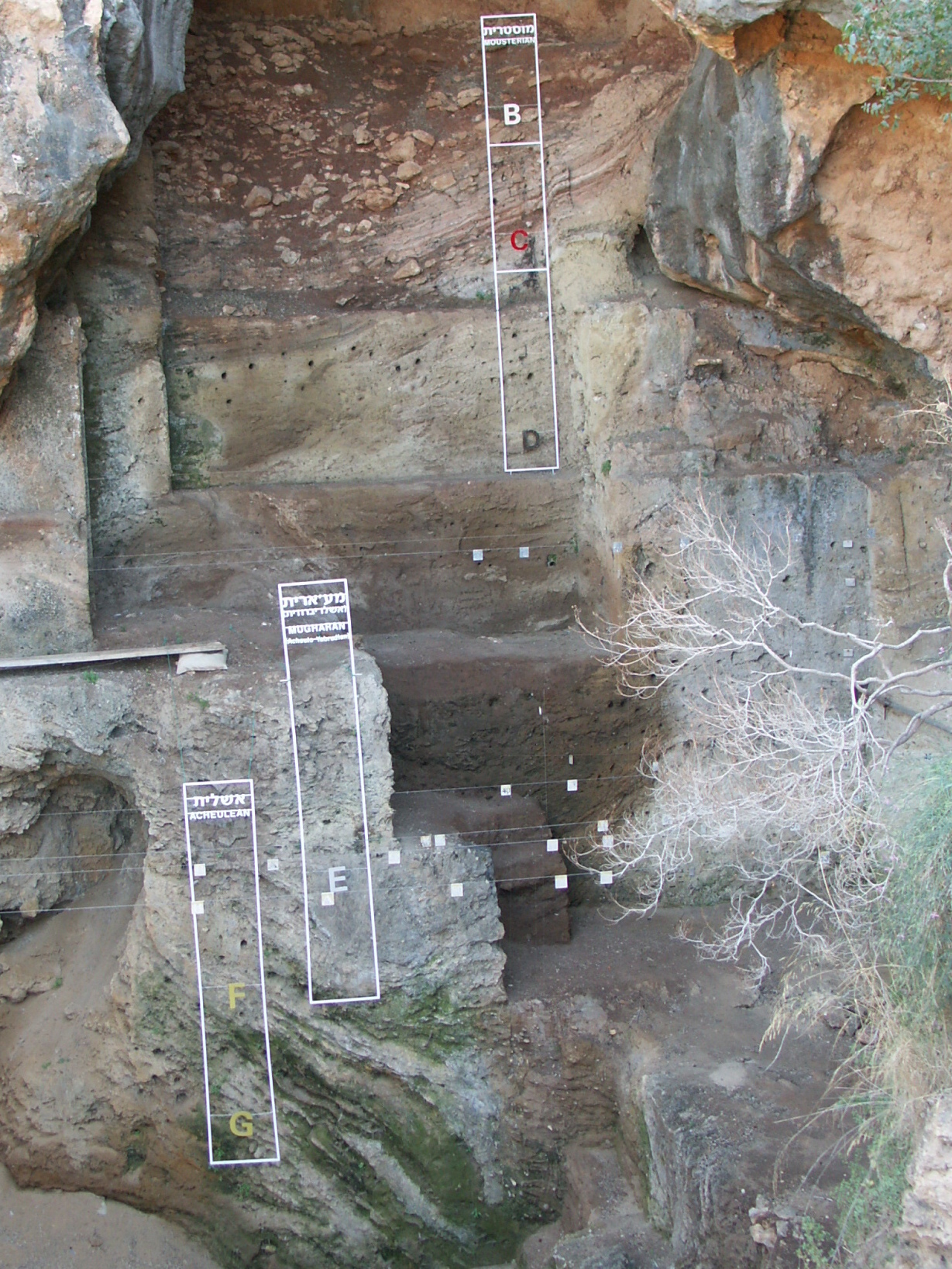
قسم من الطبقات الأثرية في كهف الفرن. تنتمي الطبقات G و F و E إلى العصر الحجري القديم السفلي والطبقات D و C و B - إلى العصر الحجري القديم الأوسط. يمثل الطبقة E مظاهر مختلفة لثقافة أشولية هجينة ، ويبلغ سمكها حوالي سبعة أمتار.

اليبرودية أو مجمع الأشولية اليبرودية عبارة عن مجموعة من الثقافات الأثرية في بلاد الشام في نهاية العصر الحجري القديم السفلي. ويتبع الأشولينية وتسبق ثقافة موستيرية . ويسمى أيضًا التقليد المغاراني أو مجمع لأشولية اليبرودية الثقافي (AYCC).
يحتوي مجمع الأشولية اليبرودية على ثلاثة تقاليد للأدوات الحجرية، ترتيبًا زمنيًا: الأشولية اليبرودية و اليبرودية وما قبل الأورينياسية أو الأمودية. تهيمن كاشطات سميكة على التقليد اليبرودي من خلال تنميق Quina شديد الانحدار. يحتوي المجمع على كاشطات يبرودية وفأس حجري؛ و ما قبل الأورينياسية/الأمودية. تهيمن عليه الشفرات وأدوات الشفرات. 

## التأريخ
كان تحديد الفترة العمرية للأشولية اليبرودية أمرًا صعبًا حيث حدثت الحفريات الرئيسية في ثلاثينيات وخمسينيات القرن الماضي قبل ظهور التأريخ الإشعاعي الحديث. تشير التنقيبات الأخيرة في كهوف قاسم والطابون إلى فترة الأقدم فيها حوالي 350 ألف سنة والأحدث 200 ألف سنة. هذا من شأنه أن يجعل الانتقال من العصر الحجري القديم الأدنى إلى الوسط سريعًا يحدث عند 215000 ق. م خلال فترة 30.000 سنة. البعض يؤرخ في وقت سابق عند 400000-220000 ق. م.

## المواقع الرئيسية
- يبرود 1 في سوريا
- كهف تابون في سلسلة جبال الكرمل، فلسطين التاريخية
- كهف ميسليا، جبل الكرمل، فلسطين التاريخية
- مغارة الزوتية في وادي عامود في فلسطين التاريخية، موقع ' رجل الجليل '
- كهف قاسم، الموقع الموجود في أقصى الجنوب حتى الآن

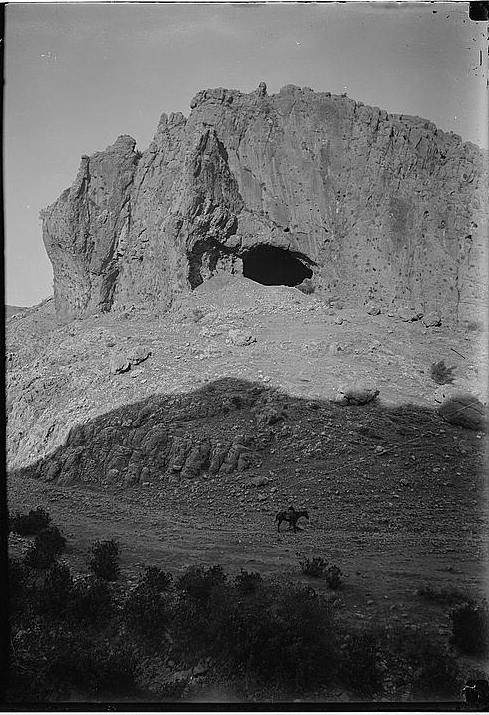
مغارة الزوتية

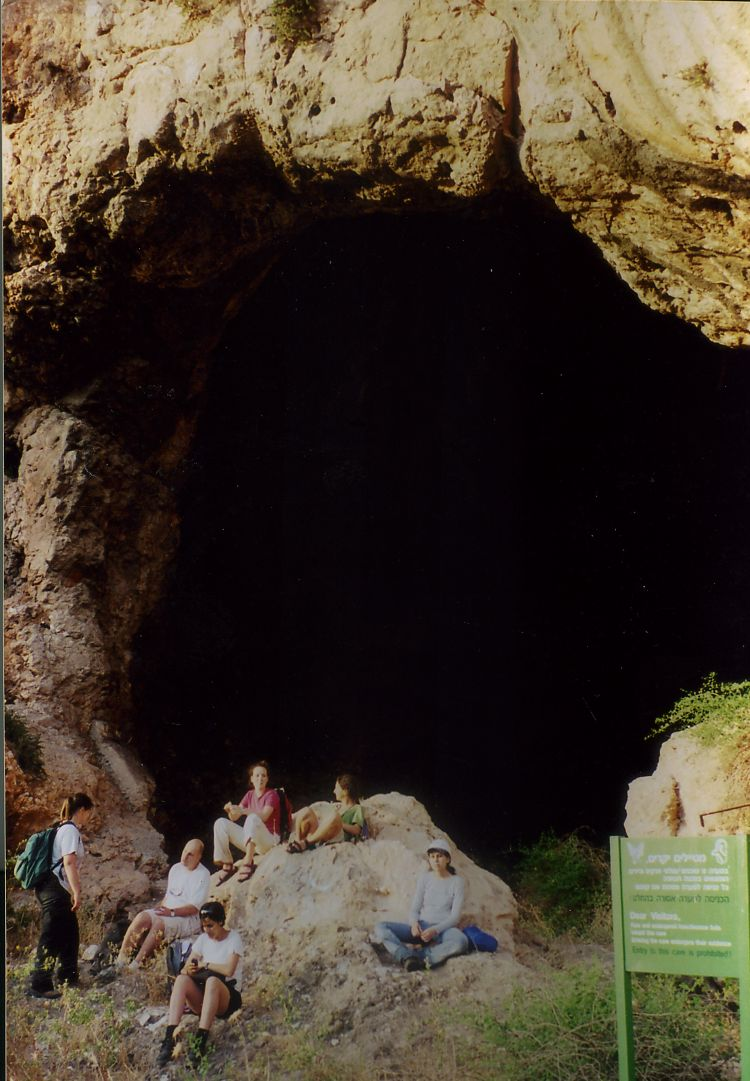
مدخل مغارة الزوتية. تنتمي الطبقة السفلية من الكهف إلى الثقافة الأشلونية اليبرودية. تم اكتشاف جمجمة الجليل البشرية في هذا الموقع